# Муніципальна влада
Муніципальна влада - це система владних відносин, у рамках якої реалізуються функції і повноваження місцевого самоврядування. Муніципальна влада є різновидом не тільки соціального, але і публічної (одночасно з державної) влади, яка діє в межах місцевого співтовариства (територіального колективу), реалізується від його імені безпосередньо або органами та посадовими особами місцевого самоврядування і ґрунтується на нормах права. Муніципальна влада може бути визначена і як форма суспільних відносин, в яких, у відповідності з соціальними та правовими нормами, що формуються місцевим співтовариством, діяльність одних суб'єктів, впливаючи на діяльність інших, змінює або стабілізує її у відповідності зі своїми цілями в рамках загальнонаціональної політики.
Головна мета діяльності органів місцевого самоврядування (ОМСУ) - підвищення рівня і якості життя населення. Досягнення даної мети вимагає від ОМСУ забезпечення населення відповідними муніципальними послугами високої якості.
Муніципальна влада спрямована в основному на реалізацію певних інтересів жителів, рішення власними силами певних проблем місцевого співтовариства, які виникають на локально-певних територіях. Саме орієнтація на вирішення питань місцевого значення основних проблем життєдіяльності місцевих жителів, їх спільностей, а через це - на вирішення окремих проблем суспільства в цілому, свідчить про соціальної спрямованості діяльності та функціонального призначення муніципальної влади.
Муніципальна влада - багатофункціональне явище. Будучи самостійним видом публічної влади, за своїм суб'єктно-об'єктній складу, свою природу і сутність, діапазону здійснюваних нею функцій вона є найбільш соціально орієнтованою формою здійснення публічної влади. Це потужний каталізатор формування громадянського суспільства, оскільки свідома участь жителів у процесі створення гідних умов життя на певній території сприяє формуванню у них почуття відповідальності за вирішення місцевих проблем, підвищуючи їх загальну соціальну та громадянську активність.

## Класифікація муніципальних функцій
На основі визначення функцій муніципальної влади можна уявити, яку роль вона відіграє в процесі вирішення питань місцевого значення та надання публічних послуг населенню, в громадянському суспільстві, політичній системі суспільства, державному механізмі. Функції муніципальної влади визначаються національними традиціями, законодавством держави, а також досягненнями наукової думки у сфері місцевого самоврядування. Функції муніципальної влади характеризують головним чином діяльність територіальних громад та інших суб'єктів системи місцевого самоврядування. Функції як основні напрями і види здійснення муніципальної влади найбільш повно характеризують діяльність територіальних громад та інших суб'єктів системи місцевого самоврядування, її зміст, найбільш рельєфно виражають сутність і призначення муніципальної влади.
Існують різні класифікації муніципальних функцій, кожна з яких володіє певними перевагами і недоліками. Можна розділити муніципальні функції на наступні групи

Класифікація муніципальних функцій
| Група муніципальних функцій               | Зміст функції |
| Політичні                                 | Вироблення програмних цілей і завдань розвитку муніципального освіти; визначення перспективних напрямів і шляхів їх реалізації; діяльність, пов'язана з межмуниципальными відносинами, відносинами з органами державної влади, політичними партіями, громадськими і об'єднаннями |
| Правовстановлюючі (регулятивні)           | Видання на підставі і у виконання Конституції Російської Федерації, федеральних законів, законів суб'єкта Російської Федерації обов'язкових для виконання органами місцевого самоврядування, їх посадовими особами, юридичними особами та громадянами правил поведінки (муніципальних нормативних правових актів), що поширюються на невизначене коло осіб |
| Правозастосовчі (виконавчо-розпорядчі)    | Видання індивідуальних муніципальних правових актів, здійснення дій на виконання законодавства і муніципальних правових актів |
| Контрольно-наглядові                      | Здійснення дій з контролю і нагляду за виконанням органами місцевого самоврядування, їх посадовими особами, юридичними особами і громадянами встановлених муніципальними правовими актами загальнообов'язкових правил поведінки Видача органами місцевого самоврядування, їх посадовими особами дозволів на здійснення конкретних дій юридичним особам і громадянам, проведення експертиз, досліджень, вимірів і т. н., проведення атестацій Реєстрація актів, документів, прав, об'єктів, а також ведення реєстрів, видача на їх основі довідок та інформації; моніторинг |
| Функції з управління муніципальним майном | Здійснення повноважень власника щодо муніципального майна, в тому числі переданого муніципальним унітарним підприємствам і муніципальним установам, а також управління знаходяться в муніципальній власності акціями відкритих акціонерних товариств, акціями (частками) міжмуніципальних господарських товариств |
| Функції з надання муніципальних послуг    | Надання виконавчо-розпорядчими органами місцевого самоврядування, їх органами та/або структурними підрозділами безпосередньо або через підвідомчі їм муніципальні установи або інші організації безоплатно або за регульованими цінами послуг громадянам та організаціям у сфері освіти, охорони здоров'я, культури та в інших галузях, встановлених федеральними законами, законами суб'єкта Російської Федерації і муніципальними правовими актами |

Звертаючись безпосередньо до функцій місцевого самоврядування, слід розуміти, що сама його сутність полягає в активності населення, здійснює самостійно і під свою відповідальність управління економічними, соціальними і політичними процесами на певній території в межах кордонів поселення або кількох поселень. Головна мета організації місцевого самоврядування - підвищення якості життя, вдосконалення відносин, що виникають між різними "поверхами" державної управлінської ієрархії. Для її досягнення необхідно знайти рішення складних організаційних, економічних, правових завдань. В цьому зацікавлене насамперед населення муніципальних утворень, а також не в меншій мірі і державу, покликану створити законодавчу основу функціонування одного з найважливіших конституційних інститутів місцевого самоврядування.
Одне з важливих проявів соціальної функції місцевого самоврядування - муніципальні послуги, які поряд з державними входять до складу особливого інституту публічних послуг населенню. Публічні послуги на рівні місцевого самоврядування в інституційному плані проявляються, головним чином, через розгалужену систему муніципальних послуг, регламентація якої забезпечується на різних рівнях правового регулювання.

1. ↑  Бабій, Ю. Ю. (23 листопада 2023). МУНІЦИПАЛЬНА ВЛАДА СУЧАСНОЇ УКРАЇНИ: КОНСТИТУЦІЙНО-ПРАВОВІ ПИТАННЯ. Вісник Луганського навчально-наукового інституту імені Е.О. Дідоренка (укр.). № 2. с. 13—24. doi:10.33766/2524-0323.102.13-24. ISSN 2707-7322. Процитовано 10 січня 2025.